# آتسوشی اوگاساوارا
آتسوشی اوگاساوارا (انگلیسی: Atsushi Ogasawara؛ زادهٔ ۱ آوریل ۱۹۷۶) کارگردان پویانمایی، و پویانما اهل ژاپن است.